# Xã Paris, Quận Howard, Iowa
Xã Paris (tiếng Anh: Paris Township) là một xã thuộc quận Howard, tiểu bang Iowa, Hoa Kỳ. Năm 2010, dân số của xã này là 307 người.